# Partenaires sécurité défense
Pour les articles homonymes, voir Frères d'armes (homonymie).
Partenaires sécurité défense, anciennement Frères d'armes, est un magazine en langue française et anglaise, publié trois fois par an, traitant de « l’ensemble des actions de coopération structurelle d’ordre sécuritaire délivrées par les militaires des armées, les policiers, les gendarmes et les experts de la protection civile ». 
Sous la direction du vice-amiral d'escadre Marin Gillier, directeur de la Coopération de Sécurité et de Défense (DCSD - ministère des affaires étrangères), il est l'outil de communication de la coopération de sécurité et de défense française.  
Dans ses pages sont relatées les activités de coopération entre la France et les autres pays, notamment africains, liés par des accords de coopération et/ou de formation avec la DCSD.  
D'une moyenne de 24 pages, la revue comprend un éditorial du directeur de la DCSD, un dossier thématique, le bilan des actions menées, les projets en cours et les perspectives à venir.  
La rédaction est assurée par la cellule communication de la DCSD, dirigée par le commandant Caryl Talma. 
La conception graphique et l'impression sont exécutées par la Direction de l'information légale et administrative (DILA).  